# Zakon Kruma
Zakon Kruma – najstarszy zbiór praw Bułgarii, powstały na poczt. IX w. z inicjatywy chana Kruma Zwycięzcy (inaczej Strasznego). Nie zachował się do naszych czasów; wspomina o nim w X w. rękopis tzw. Suisdasa.
Zawierał następujące artykuły: 
- za fałszywe oskarżenie - kara śmierci,
- za pomaganie złodziejowi - konfiskata mienia,
- za kradzież - łamanie kończyn,
- za nieudzielenie pomocy żebrakowi - konfiskata mienia,
- nakaz zniszczenia wszystkich winnic. Krum nie chciał, by jego ludzie ulegli opilstwu tak jak Awarowie (mówiono, że przyczyniło się to do ich klęski).